# Covenant (álbum de Morbid Angel)
Covenant es el tercer álbum oficial de la banda Morbid Angel, saliendo a la venta el 22 de junio de 1993. Este álbum fue muy importante en la historia de la banda, ya que con él Morbid Angel se convertiría en la primera banda de death metal con un contrato oficial con un sello discográfico grande, Giant Records. Grabaron los videos de "Rapture" y "God of Emptiness", que fueron presentados en el programa de televisión Beavis and Butt-Head. Covenant es uno de los álbumes de death metal más vendidos de la historia con más de 500 000 copias vendidas a nivel mundial.

## Lista de canciones
| N.º | Título                                                | Música                        | Duración |  |
| 1.  | «Rapture»                                             | Trey Azagthoth, David Vincent | 4:17     |  |
| 2.  | «Pain Divine»                                         | Azagthoth, Vincent            | 3:58     |  |
| 3.  | «World of Shit (The Promised Land)»                   | Azagthoth, Vincent            | 3:20     |  |
| 4.  | «Vengeance Is Mine»                                   | Azagthoth, Vincent            | 3:15     |  |
| 5.  | «The Lions Den»                                       | Vincent                       | 4:45     |  |
| 6.  | «Blood on My Hands»                                   | Azagthoth, Vincent            | 3:43     |  |
| 7.  | «Angel of Disease»                                    | Azagthoth                     | 6:15     |  |
| 8.  | «Sworn to the Black»                                  | Azagthoth, Vincent            | 4:01     |  |
| 9.  | «Nar Mattaru»                                         | Azagthoth                     | 2:06     |  |
| 10. | «God of Emptiness - I: The Accuser - II: The Tempter» | Azagthoth, Vincent            | 5:27     |  |

- Datos: Q869443